# ولف (گروه)
ولف (به انگلیسی: Wolf) نام یک گروه هوی/اسپید متال سوئدی است که از سال ۱۹۹۵ تاکنون فعال بوده‌است. موسیقی ولف ترکیبی از عناصر هوی متال سنتی و اسپید متال است و این گروه تاکنون موفق به انتشار ۵ آلبوم شده‌است.

## پیشینه

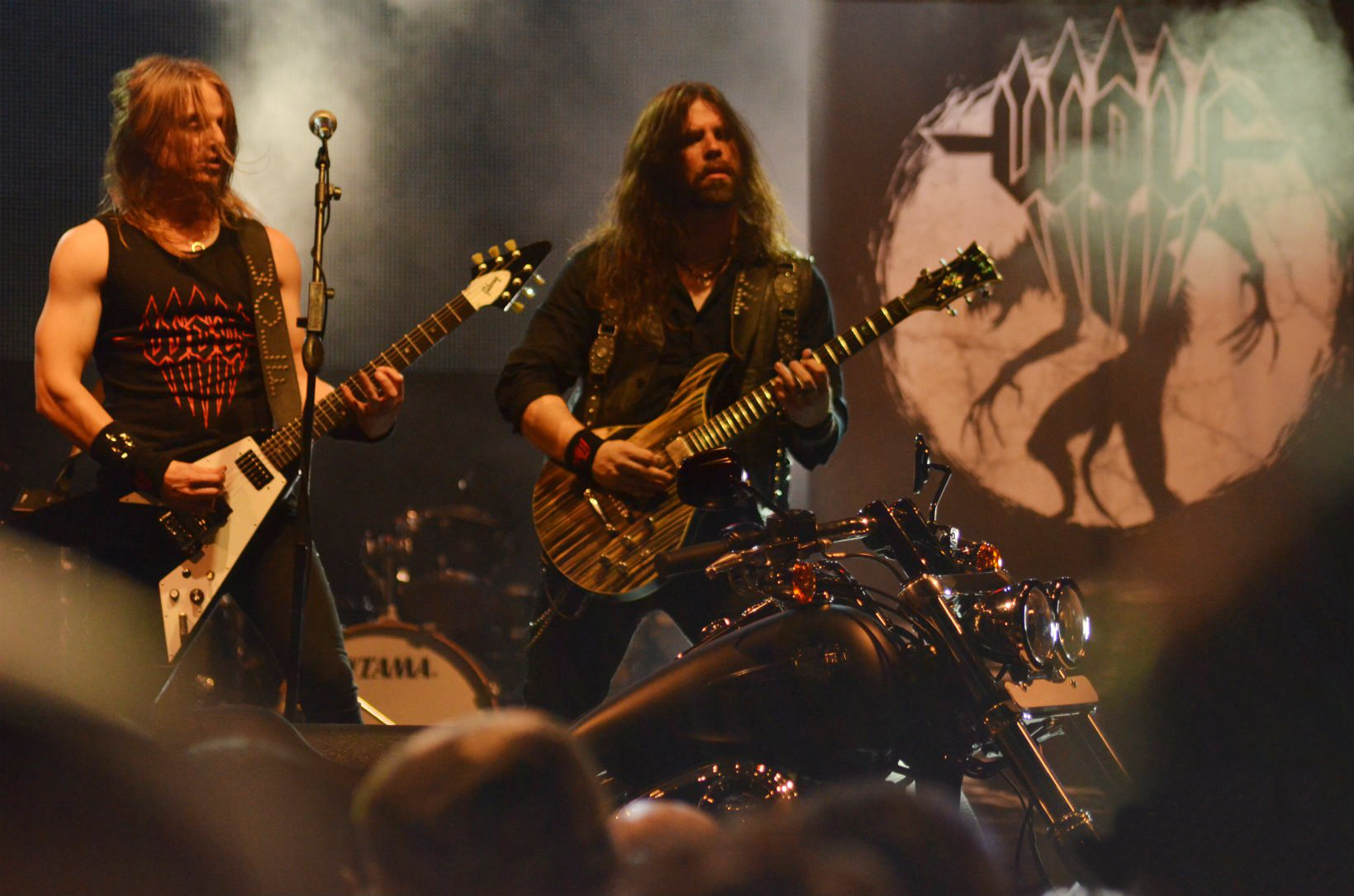
Wolf in Harley Rock Riders Season 3, India, 2012

در سال ۱۹۹۵ بود که نیکلاس استالویند، نوازنده گیتار و خواننده، به میکائیل گودینگ، نوازنده گیتار بیس، پیشنهاد تشکیل یک گروه هوی متال را می‌دهد. ۲ سال بعد یعنی در ۱۹۹۷ دنیل برگوفسکی، نوازنده درامز، به آن دو ملحق می‌شود.
سال ۱۹۹۹ ولف موفق به ضبط اولین تک‌آهنگ خود با نام در میان سایه‌های پولادین شد. اگرچه که این قطعه هیچگاه شانس انتشار رسمی را نیافت اما توسط هواداران بسیاری شنیده شد و مورد توجه آنان قرار گرفت. ولف شروع به اجرا در کلاب‌های در سراسر سوئد کرد. در همان سال تک‌آهنگ دیگری به نام زوزه‌ای که مرا تا حد مرگ می‌ترساند از ولف منتشر شد.

### آغاز زندگی حرفه‌ای
در آوریل ۲۰۰۰ ولف اولین آلبوم استودیویی خود را هم نام گروه خود در استودیو ابیس ضبط و منتشر کرد. آلبوم ولف شامل ۹ قطعه بود که تک‌آهنگ «در میان سایه‌های پولادین» نیز در آن گنجانده شده بود. این آلبوم موفق به دریافت جایزه بهترین آلبوم اول سال سوئد شد. نیاز به یک نوازنده گیتار دیگر در ولف کاملاً مشهود بود تا اینکه یوهان بالوف به ولف پیوست و ترکیب ولف کامل شد. ژوئن ۲۰۰۱ گروه به استودیو ابیس بازمی‌گردد تا کار بر روی آلبوم جدید را آغاز کند. آلبوم بال‌های سیاه توسط ولف در ژانویه ۲۰۰۲ منتشر شد. در این آلبوم نیز ولف همچنان پایبند به عناصر هوی متال بود اما این بار می‌توان حضور عناصری از سبک پاور متال را در آن دید. پس از انتشار آلبوم، یوهان گروه را ترک کرد و ولف، پیتر هنریکسن را برای اجرا در تورها بکار گرفت.
در سال ۲۰۰۳ ساکسون از ولف دعوت کرد تا به آنها در تور هوی متال ثاندر بپیوندد. این موفقیت بسیار خوبی برای اعضای گروه بود. در ژوئیه ۲۰۰۳ گروه تصمیم به ضبط آلبومی دیگر گرفت. فوریه ۲۰۰۴ آلبوم جدید با عنوان ستاره پلید منتشر شد. این آلبوم، اولین آلبومی است که نوازنده درامز جدید گروه یعنی توبیاس آر کلگرن در گروه حضور دارد.
در اوت ۲۰۰۶، ولف خبر از انتشار چهارمین آلبوم خود را در سپتامبر همان سال داد، آلبومی که به گفته خودشان همچنان پایبند به عناصر اصلی هوی متال سنتی خواهد بود و که عنصر ترس و وحشت نیز بدان افزوده شده‌است. گروه کار ضبط را در استودیویی در گوتنبرگ آغاز می‌کند و سرانجام در ۳ اکتبر ۲۰۰۶ آلبوم با عنوان آتش تاریک منتشر می‌شود و نظر هواداران و منتقدان را به خود جلب می‌کند. این آلبوم موفق می‌شود در رده دوازدهم چارت هوی متال سوئد قرار بگیرد.
سال ۲۰۰۹ اعضای گروه وارد استودیو می‌شوند تا کار را بر روی پنجمین آلبوم خود آغاز کنند. آلبومی که با عنوان بسیار گرسنه در مارس ۲۰۰۹ در آمریکای شمالی منتشر شد. در این آلبوم هم ولف، همچنان به استفاده از عناصر هوی متال سنتی پایبند بود که البته حضور عناصری از سبک‌های پاور متال و اسپید متال نیز در آن به چشم می‌خورد، حاصل این تلفیق انتشار آلبومی شد که به شدت مورد توجه هواداران و منتقدان قرار گرفت. در ضبط این آلبوم اعضای مهمان مشهوری چون نوازنده گیتار گروه‌های فورس آو اویل و مرسی‌فول فیث یعنی هانس شرمن و مارک بولز خواننده اینگوی مالمستین حضور داشتند.
اواخر ۲۰۱۰، ولف خبر از برگزاری تور با گروه اکسپت را داد، که این خبر نشان از موفقیت روزافزون این گروه است و همچنین ولف خبر از انتشار ششمین آلبوم خود را در بهار ۲۰۱۱ اعلام نمود، آلبومی با عنوان سپاه حرامزادگان که توسط سنچری مدیا رکوردز منتشر خواهد شد.